# تشارلز إنزلي
شارلز إنزلي (بالإنجليزية: Charles Inslee)‏ (1870 - سبتمبر 1922) ممثل أمريكي. ظهر في 127 فيلم من بين عامي 1908 و 1921. أول فيلم له كان في عام 1908، وجد عمل مع استوديوهات اديسون، بيوغراف، بيسون، وكالم.
ولد في مدينة نيويورك في عام 1870. وتوفي في سبتمبر 1922.

## روابط خارجية
- تشارلز إنزلي على موقع IMDb (الإنجليزية)
- تشارلز إنزلي على موقع روتن توميتوز (الإنجليزية)
- تشارلز إنزلي على موقع أول موفي (الإنجليزية)
- تشارلز إنزلي على موقع قاعدة بيانات الفيلم (الإنجليزية)